# Thyrsostachys
Thyrsostachys es un género de plantas herbáceas de la familia de las poáceas. Es originario de Malasia y Birmania.Comprende 6 especies descritas y de estas, solo 2 aceptadas.

## Taxonomía
El género fue descrito por James Sykes Gamble y publicado en Indian Forester 20: 1. 1894 La especie tipo es: Thyrsostachys siamensis

## Especies
- Thyrsostachys oliveri
- Thyrsostachys siamensis